# Mohammad Taheri
Mohammad Taheri (in persiano محمد طاهری‎; Teheran, 2 maggio 1985) è un ex giocatore di calcio a 5 iraniano, cinque volte campione asiatico con la Nazionale iraniana.

## Carriera
Membro della cosiddetta "generazione d'oro" del calcio a 5 iraniano, Taheri ha realizzato oltre 170 reti con la nazionale maschile di calcio a 5 dell'Iran, succedendo a Keshavarz nel ruolo di capitano. Durante i quattordici anni di militanza nel Team Melli, ha partecipato a sette Coppe d'Asia, cogliendo cinque successi, e a tre Coppe del Mondo, vincendo la medaglia di bronzo nell'edizione 2016. A livello individuale Taheri è stato premiato nel 2010 come giocatore asiatico dell'anno nonché miglior giocatore e capocannoniere della Coppa d'Asia.

## Palmarès

### Club

#### Competizioni nazionali
- Campionato iraniano: 1

Foolad Mahan: 2009-2010

#### Competizioni internazionali
- AFC Futsal Club Championship: 2

Foolad Mahan: 2010
Giti Pasand: 2013

### Nazionale
- Coppa d'Asia: 5

Vietnam 2005, Giappone 2007, Thailandia 2008, Uzbekistan 2010, Uzbekistan 2016

### Individuale
- Giocatore asiatico dell'anno: 1

2010